# The Sea Lovers
The Sea Lovers was een Griekse band.

## Biografie
The Sea Lovers werd speciaal voor de Griekse deelname aan het Eurovisiesongfestival 1994 opgericht. De bekende zanger Kostas Bigalis was voor zijn begeleiding op zoek naar een groep om samen met hem op te treden, en kwam zo terecht bij de broers Antonis en Akis Tourgokiorgis, die samen met Victoria Halkiti, Christina Anagnostopoulou en Vassilis Roussis The Sea Lovers vormden.
Met het nummer To trehantiri eindigde de band uiteindelijk op de veertiende plaats tijdens het Eurovisiesongfestival, dat gehouden werd in de Ierse hoofdstad Dublin. Na dit teleurstellende resultaat scheidden de wegen van Anna Vissi en Epikouri, waarop de band ook ontbonden werd.
1974: Marinella · 
1976: Mariza Koch · 
1977: Pascalis, Marianna, Robert & Bessy · 
1978: Tania Tsanaklidou · 
1979: Elpida · 
1980: Anna Vissi & Epikouri · 
1981: Yiannis Dimitras · 
1983: Kristi Stassinopoulou · 
1985: Takis Biniaris · 
1987: Bang · 
1988: Afroditi Frida · 
1989: Mariana Efstratiou · 
1990: Christos Callow & Wave · 
1991: Sophia Vossou · 
1992: Cleopatra · 
1993: Katerina Garbi · 
1994: Kostas Bigalis & The Sea Lovers · 
1995: Elina Konstantopoulou · 
1996: Mariana Efstratiou · 
1997: Marianna Zorba · 
1998: Thalassa · 
2001: Antique · 
2002: Michalis Rakintzis · 
2003: Mando · 
2004: Sakis Rouvas · 
2005: Elena Paparizou · 
2006: Anna Vissi · 
2007: Sarbel · 
2008: Kalomira · 
2009: Sakis Rouvas · 
2010: Giorgos Alkaios & Friends · 
2011: Loukas Giorkas feat. Stereo Mike · 
2012: Eleftheria Eleftheriou · 
2013: Koza Mostra feat. Agathonas Iakovidis · 
2014: Freaky Fortune feat. RiskyKidd · 
2015: Maria Elena Kiriakou · 
2016: Argo · 
2017: Demy · 
2018: Gianna Terzi · 
2019: Katerine Duska · 
2021: Stefania · 
2022: Amanda Tenfjord · 
2023: Victor Vernicos · 
2024: Marina Satti · 
2025: Klavdia